# Otter (Wappentier)
Der Otter ist in der Heraldik eine gemeine Figur und als Wappentier schon seit dem 14. Jahrhundert in den Wappen nachzuweisen. In der Heraldik taucht der Fischotter selten als Wappentier auf. Er wird auch in der Wappenbeschreibung nur kurz Otter genannt.
Trotz langer Verwendung im Wappen ist er wenig stilisiert worden. Die natürliche Körperform und Haltung, oft auch Farbe, zeigen den Otter im Wappenschild. Durch die Zugabe eines Fisches im Maul des Tieres wird versucht, ihn eindeutig zu machen. Hauptblickrichtung ist heraldisch rechts. Laufend oder springend, aber auch aufgerichtet sind die meistgenommenen Stellungen. 
Der Otter eignet sich auch für sogenannte redende Wappen.

## Beispiele

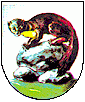
Steinmarder in Ellierode, Niedersachsen
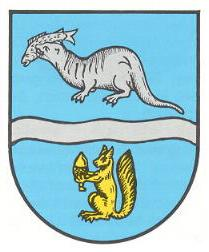
Otterbach, Rheinland-Pfalz
Otterndorf, Niedersachsen
verfremdeter Fischotter:  Ottersberg, Niedersachsen
Ottrau, Hessen
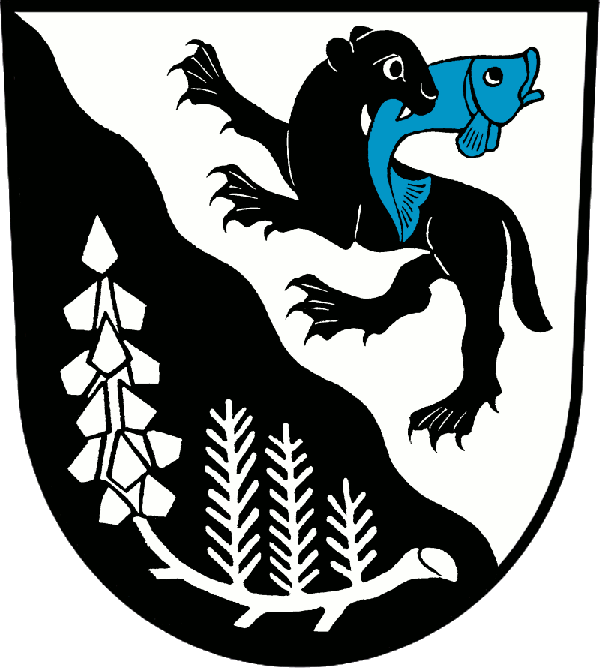
Fischotter in Schwarzheide, Brandenburg
Gossau ZH, Schweiz
Männedorf, Schweiz
Vedrovice, Tschechien